# Лемох, Кирилл Викентьевич
Кири́лл (Карл) Вике́нтьевич Ле́мох (Карл Иога́нн Ле́мох, нем. Carl Johann Lemoch; 7 [19] июня 1841, Москва — 22 февраля [7 марта] 1910, Санкт-Петербург) — русский живописец немецкого происхождения, последователь «демократического реализма», видная фигура в петербургской живописи пореформенной эпохи, музейный работник; мастер жанровой картины на крестьянскую и детскую тематику, также работал как портретист. Участник «бунта четырнадцати» (в 1863), один из учредителей Санкт-Петербургской артели художников (в 1863–1870) и Товарищества передвижников (в 1870–1871 и с 1878). Академик (с 1875) и действительный член (с 1893) Императорской Академии художеств.

## Происхождение
Карл Лемох — младший ребёнок в семье московского преподавателя музыки Викентия (Винценца) Осиповича Лемоха (1792—1884) и Елизаветы Карловны Шильдбах (1811—1880) — родился 7 (19) июня 1841 года. Дядя (брат отца) — Игнац Войтех Лемох (1802—1875), геодезист, математик, астроном, педагог, композитор.
Братья и сестры: 
- Екатерина (1831—1903)
- Антонина Розалия (1835—1902, в замуж. Траншель)[6]. Ее муж — Андрей Иванович Траншель (1828—1887), художник-литограф, издатель журнала «Родина», владелец типографии, где печатался роман Ф. М. Достоевского «Подросток»[7]. Их дочь Мария замужем за оперным певцом С. И. Габелем.
- Иосиф (1837—1876). Женат на Марии Бух, дочери владельца фабрики пуговиц, металлических изделий[8] Агатона Карловича Буха.
- Аделаида (род. в 1839). Её муж — доктор медицины Корнелий Яковлевич Млодзеевский.
- Роза (род. 1842). Её муж — купец 1-й гильдии Бенедикт Антонович Гивартовский.
- Иван (1846—1917). Женат на Марии Ильиничне Шохиной, двоюродной сестре жены К. В. Лемоха. Их праправнук — певец Сергей Лемох.

## Биография
С 1851 по 1856 год учился в Московском училище живописи и ваяния в мастерской профессора Е. Я. Васильева.
В 1858 году поступил в Императорскую Академию художеств в класс исторической живописи П. В. Басина и А. Т. Маркова. За этюды и рисунки награждён Советом Академии двумя малыми и двумя большими серебряными медалями «За успех в рисовании». В 1863 году удостоен Малой золотой медали Академии за картину «Моисей источает воду из скалы».

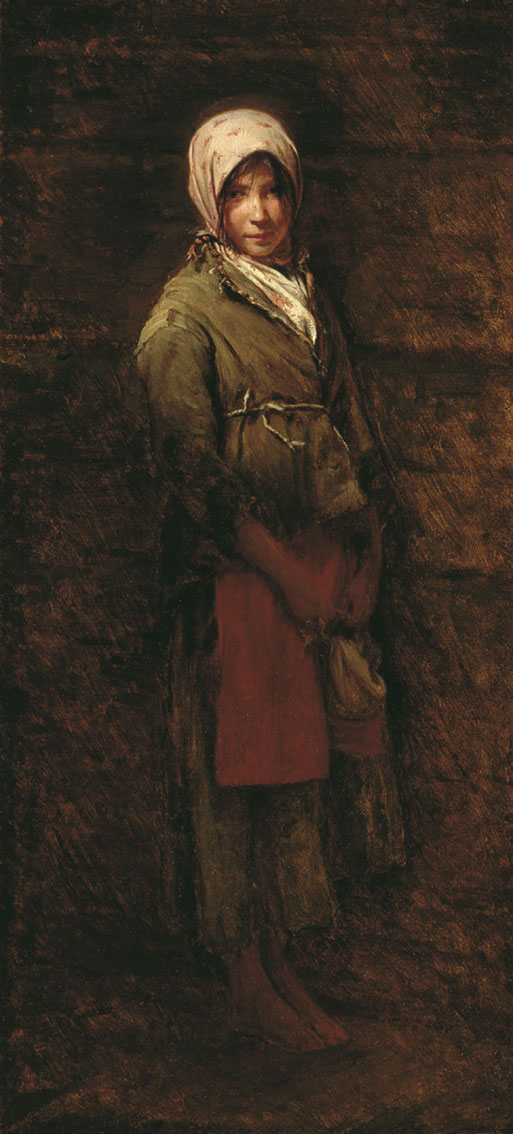
«Нищенка». 1881

В числе других четырнадцати академистов во главе с Иваном Крамским, демонстративно отказавшихся от участия в конкурсе на Большую золотую медаль, в 1863 году подал прошение о выходе из Академии, получив диплом классного художника второй степени, вслед за чем вступил в Санкт-Петербургскую артель художников. В 1868 году за выставленную на академической выставке картину «Семейное горе» получает звание классного художника первой степени.
Жил преимущественно в Санкт-Петербурге, зарабатывая частными уроками рисования в аристократических семьях.
Лето проводил в подмосковном селе Ховрино, где построил себе художественную мастерскую. Жители Ховрина изображены на многих картинах Лемоха, изображавших русскую крестьянскую жизнь.
Ещё будучи членом Артели, Карл Лемох, получивший при дворе православное имя Кирилл, принимает приглашение давать частные уроки рисования детям будущего императора Александра III, в том числе и будущему последнему императору Николаю II. 

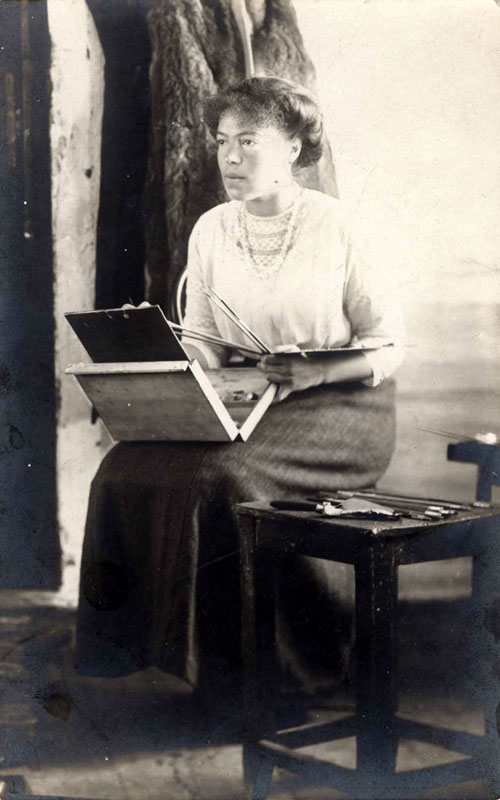
Ольга Александровна за мольбертом; 1900.

Однако наиболее талантливой ученицей Лемоха стала младшая сестра Николая великая княжна Ольга Александровна, серьёзно увлекавшаяся живописью всю оставшуюся жизнь.
Когда ко двору понадобился учитель, то в силу своего немецкого происхождения, своей аккуратности и деликатности и направления в искусстве он, как никто из художников, ближе подошел к этой роли.

При дворе его переименовали из Карла в Кирилла и приставили учить детей царя Александра III. Лемох застал ещё Александра II, который приходил на уроки внука Николая, будущего царя Николая II и удостаивал учителя своими разговорами. Александр II, обращавшийся на «ты» даже с высшими чинами, говорил почему-то Лемоху «Вы».Минченков Я. Д. «Воспоминания о передвижниках»
В 1870 году Лемох соглашается на предложение Г. Г. Мясоедова и становится учредителем Товарищества передвижных художественных выставок. Однако буквально на следующий год Лемоха исключают из Товарищества за нарушение устава, а именно за непредставление произведения к открытию выставки. В 1878 году Лемох вновь вступает в члены Товарищества, с 1879 года — член правления, а с 1880 года становится бессменным казначеем Товарищества, отличавшимся безупречной честностью и щепетильностью в финансовых делах.
В 1875 году за семь выставленных на академической выставке картин Лемоху присваивается звание академика Императорской Академии художеств, с 1893 года действительный член Академии, избран членом Совета Академии в 1895 году сроком на пять лет.
За обучение царской семьи Лемоху была назначена пожизненная пенсия. C 1897 года и почти до самой смерти (по 1909 год), Лемох занимает должность хранителя художественного отдела Русского музея Императора Александра III.
В память единственного внука, умершего в трехлетнем возрасте (дочь Карла Лемоха Варвара рано овдовела, выйдя замуж за сына Д. И. Менделеева Владимира) пожертвовал значительную сумму на открытие в селе Ховрине Московского уезда церковно-приходской школы при Храме иконы Божией Матери «Знамение».
Кирилл Викентьевич Лемох умер 22 февраля (7 марта) 1910 года в Петербурге; был отпет в домовой церкви Академии художеств и 26 февраля был похоронен в московском Головинском монастыре, рядом с могилами супруги и внука. При уничтожении Головинского монастыря в 1970-х годах были уничтожены и захоронения Лемохов. 

## Семья
Женился на дочери архитектора Фёдора Александровича Шохина (1812 — после 1860), помощника архитектора на строительстве Большого Кремлевского дворца (с 1838 по 1846 гг.) Варваре Фёдоровне Лемох (1844—17.01.1904).
В 1896 году его дочь Варвара (27.08.1870 — после 1942) вышла замуж за военного инженера и фотографа Владимира Дмитриевича Менделеева (1865-1898); от этого брака родился сын Дмитрий (1896—1900), названный в честь знаменитого деда, пережившего и сына, и внука.

## Галерея

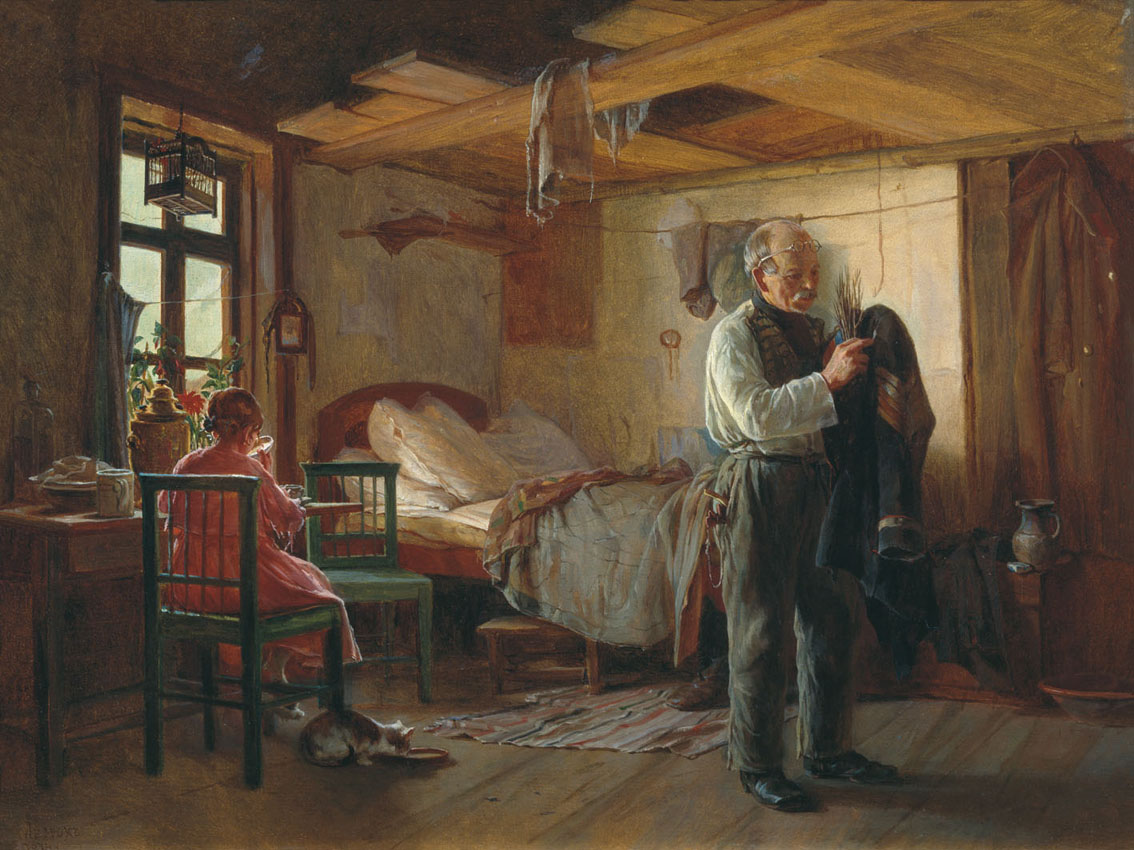
«Утро в швейцарской», (1874) — Третьяковская галерея
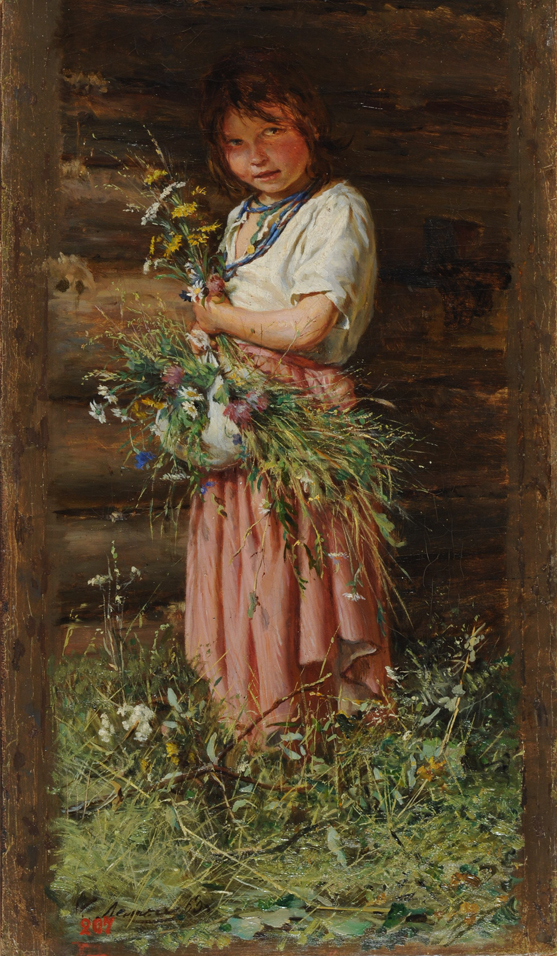
«Девочка с цветами», (1883) — Саратовский художественный музей имени А. Н. Радищева
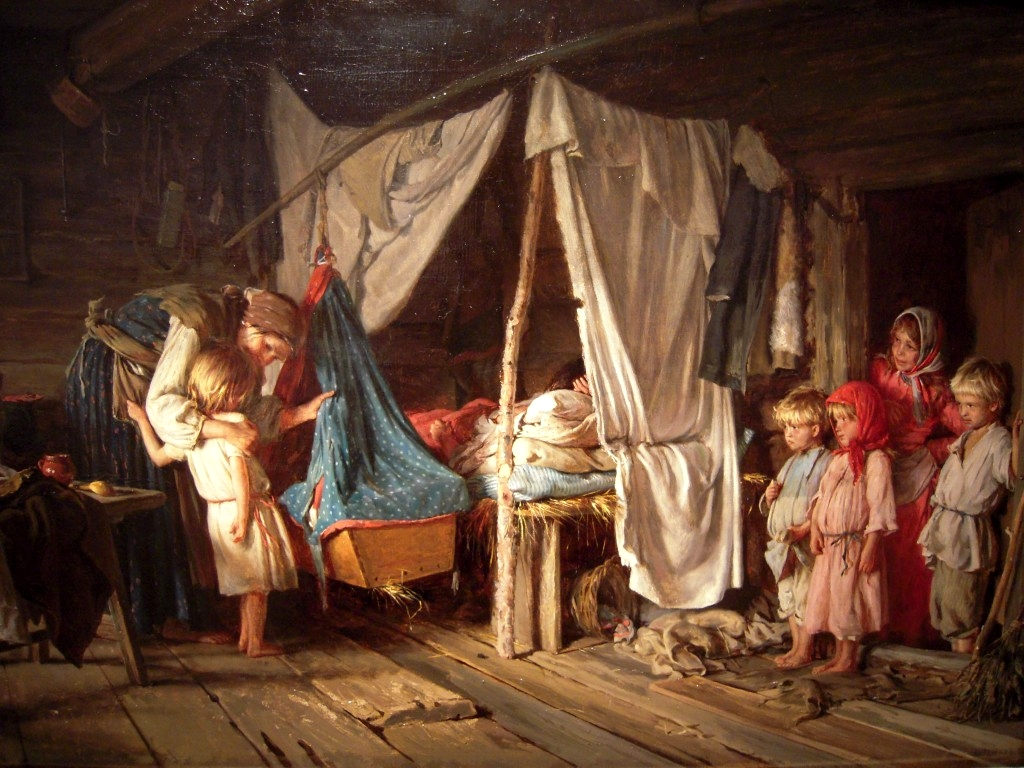
«Новое знакомство», (1885) — Русский музей
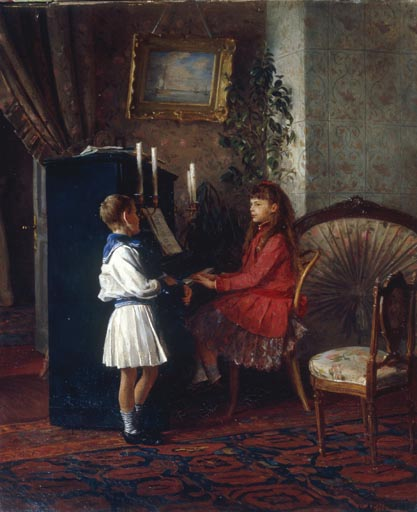
«Дети за пианино», (1886) — Архангельский областной музей изобразительных искусств
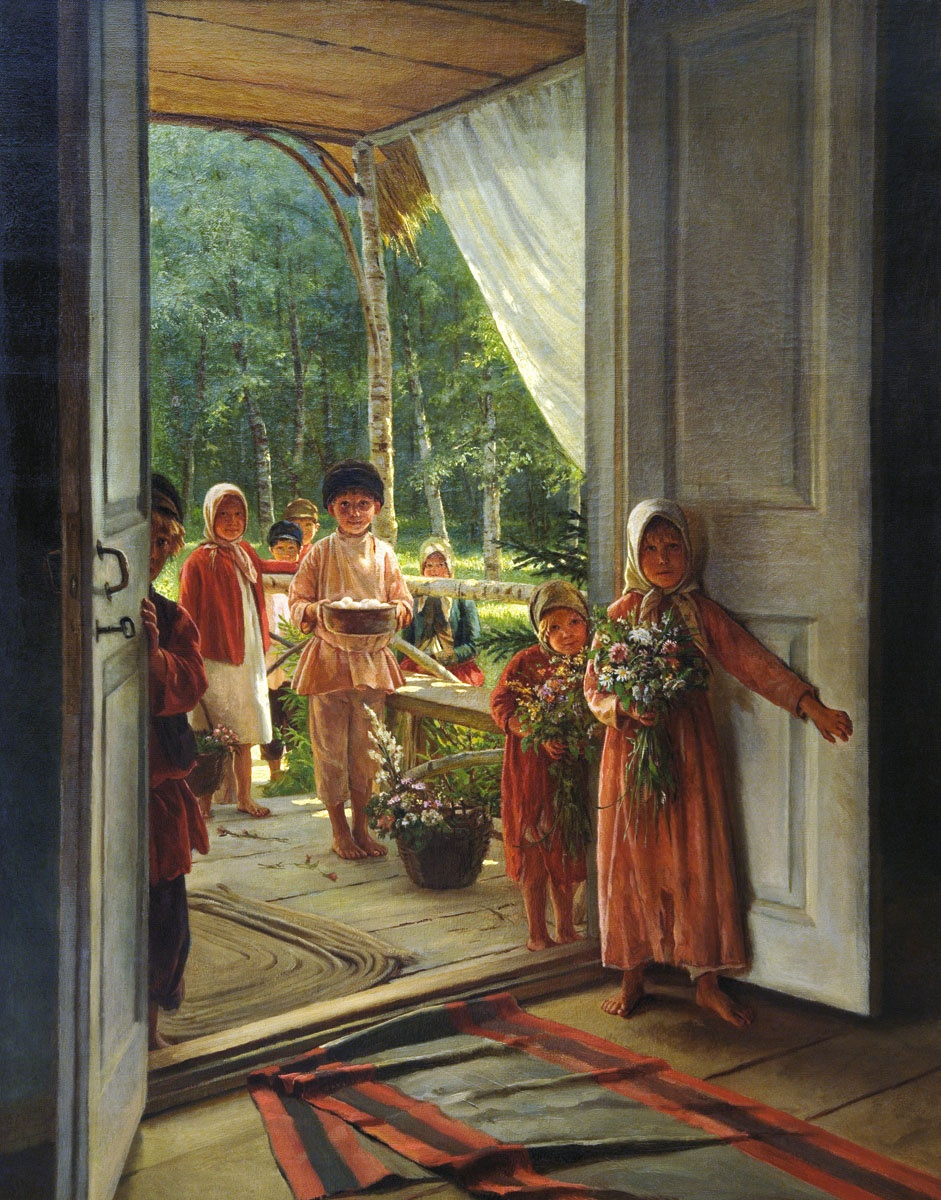
«Лето (С поздравлениями)», (1890) — Национальный музей искусств Азербайджана
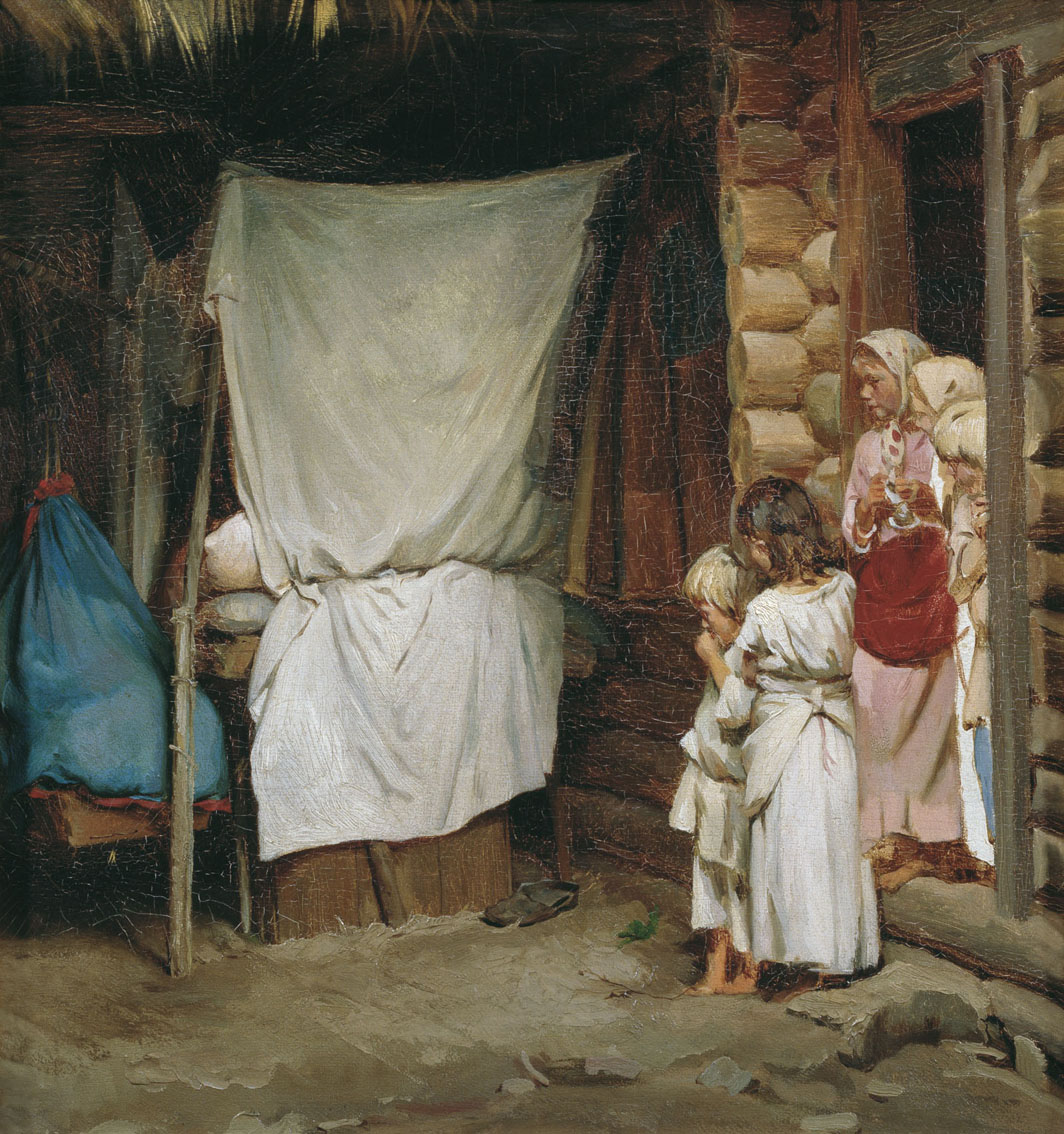
«Новый член семьи», (ранее 1890) — Астраханская картинная галерея имени П. М. Догадина
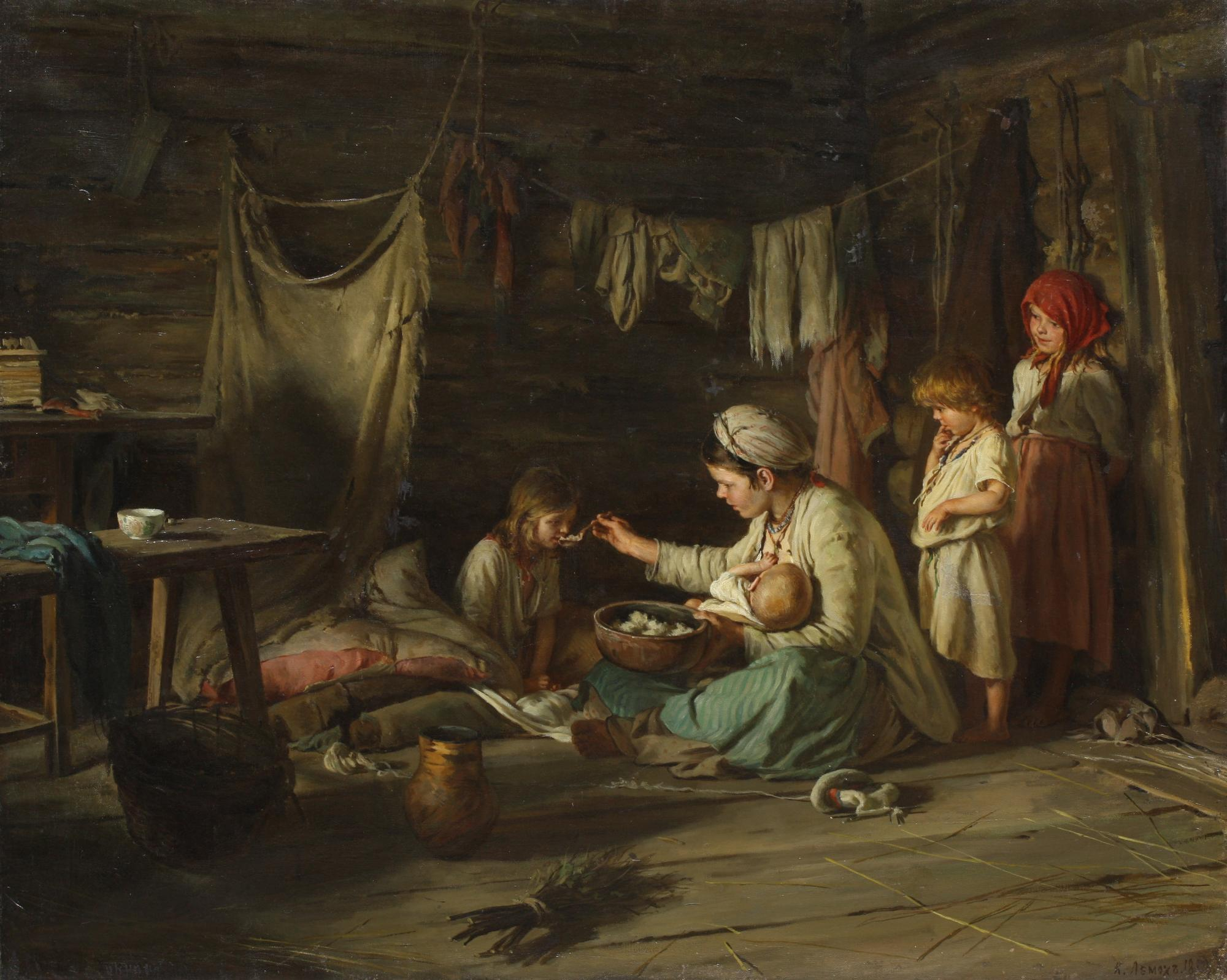
«Выздоравливающая», (1889) — Приморская краевая картинная галерея
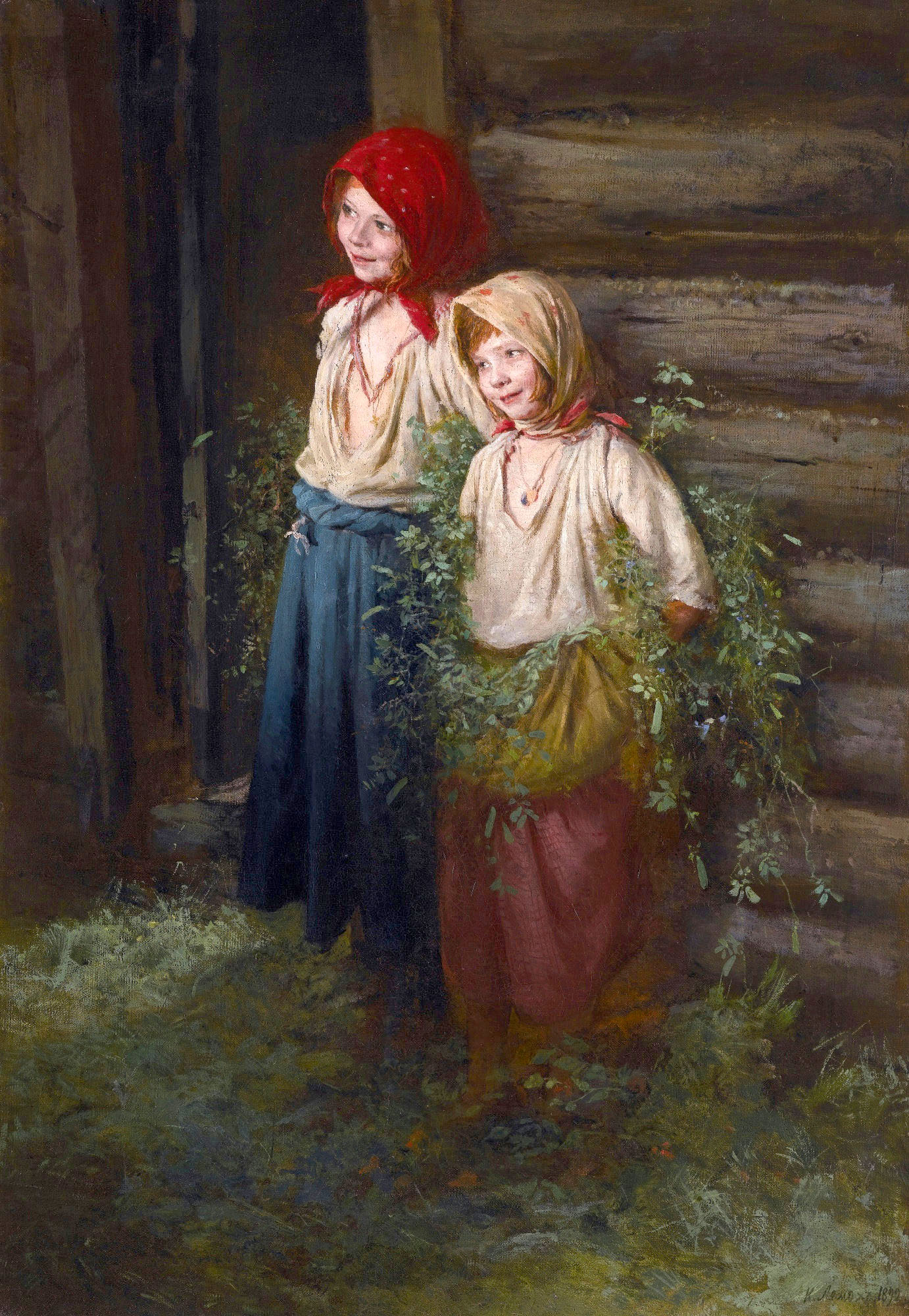
«Двое крестьянских девочек», (1892) — частное собрание
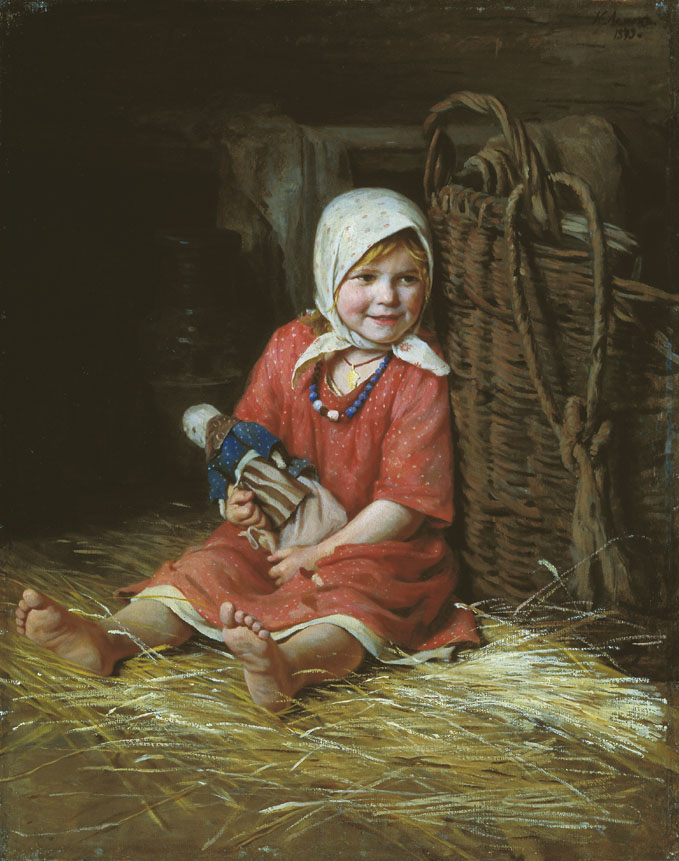
«Варька», (1893) — Государственное музейное объединение «Художественная культура Русского Севера»
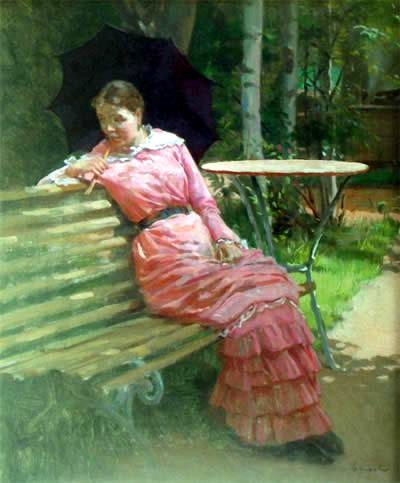
«На скамейке. Варька», (1893–1894; модель — дочь художника Варвара) — Вологодская областная картинная галерея
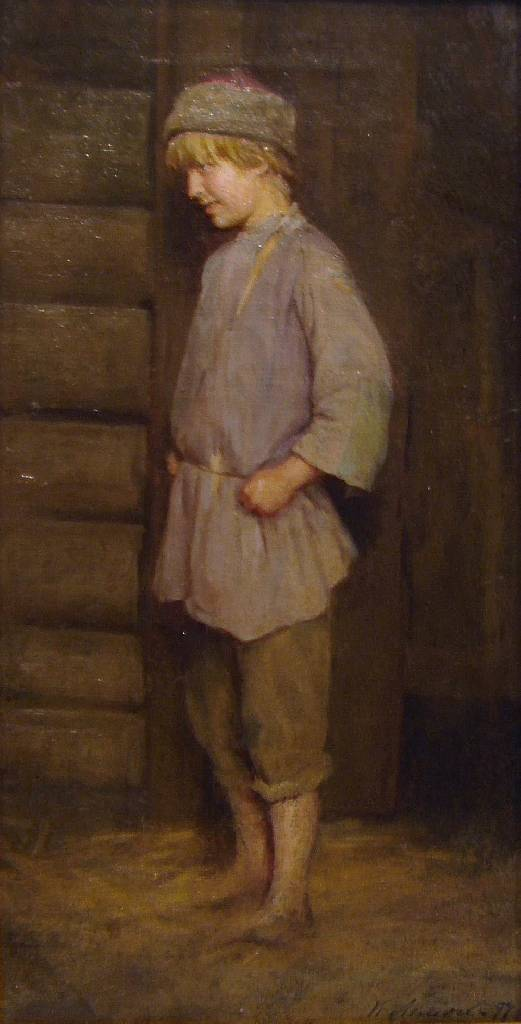
«Крестьянский мальчик», (1897) — частное собрание
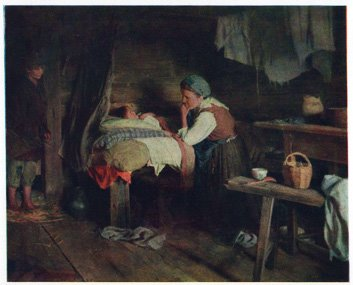
«Без кормильца», (1898) — Русский музей
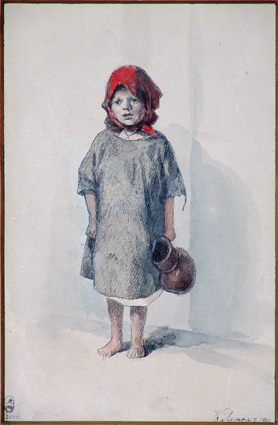
«Девочка», (1901) — Чувашский государственный художественный музей
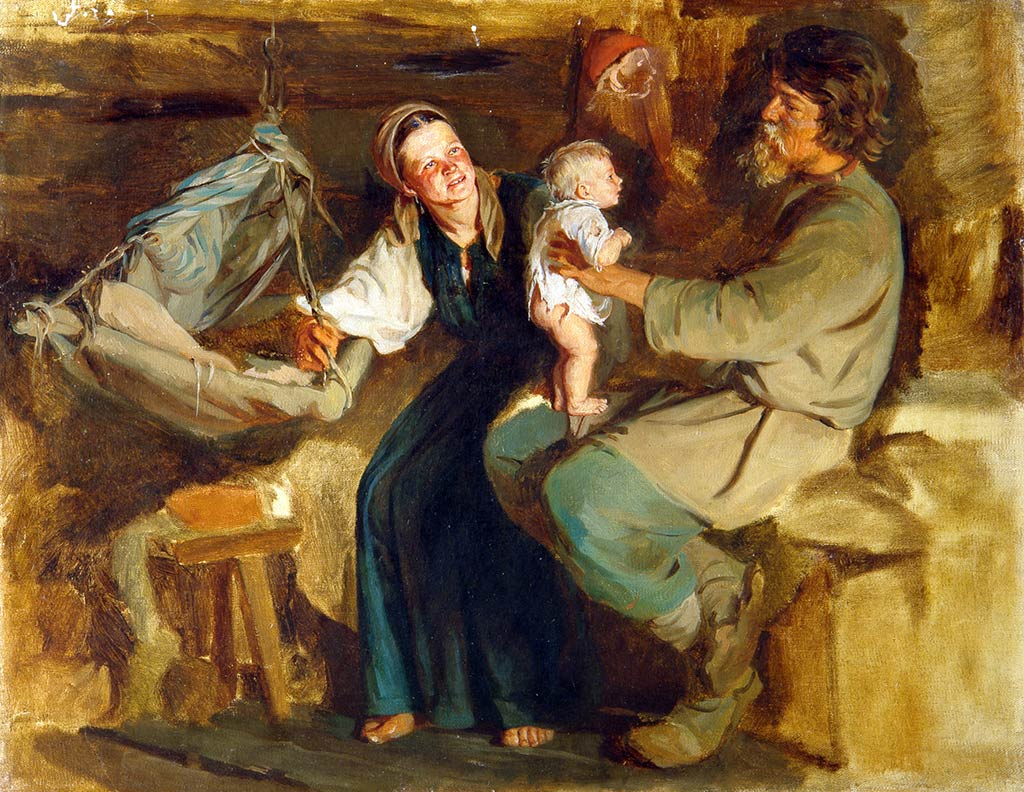
«Родительская радость», (ранее 1910) — Калужский областной художественный музей
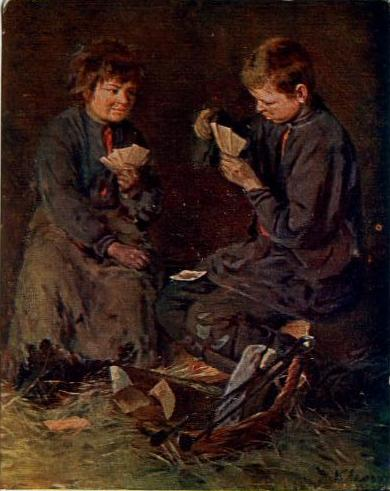
«Молодые картёжники», (ранее 1910) — Русский музей
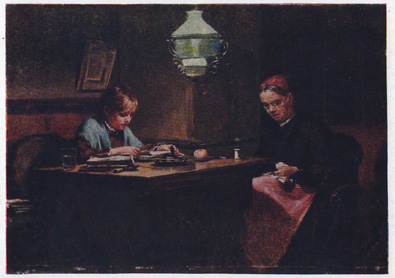
«Бабушка и внучка», (ранее 1910) — Третьяковская галерея
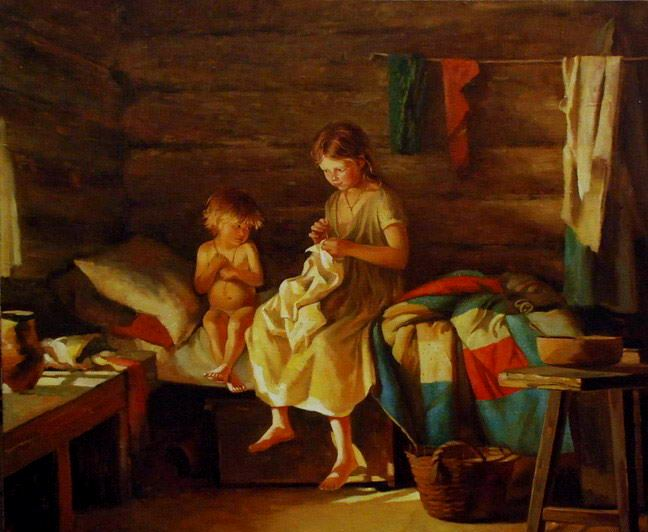
«Дети», (ранее 1910)
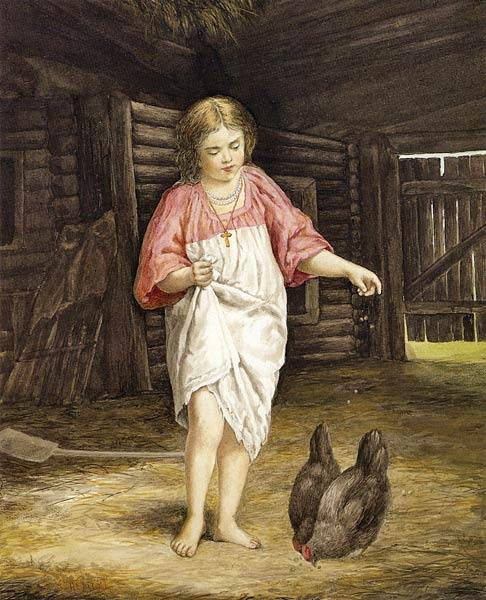
«Девочка, кормящая кур», (ранее 1910) — частное собрание